# Karsten Rasmussen
Karsten Rasmussen (født 1965) er en dansk skakspiller, der gennem flere år har tilhørt den danske elite i skak.
Karsten Rasmussen havde som ung sideløbende med skakkarrieren en karriere som håndboldspiller, idet han var målmand på AGF's førstehold i flere sæsoner. Men de bedste resultater har han dog opnået i skak, hvor han er international mester og med sit Elo-ratingtal på 2495 (oktober 2007) ligger solidt blandt de ti bedste i Danmark.
Blandt hans bedste resultater kan nævnes en delt førsteplads ved DM i skak 1993 og 2006 samt sejr i Vesterhavsturneringen 2007 med 8½ af 10 point. Karsten Rasmussen var også med på det danske landshold, der blev nr. 12 ved EM på Kreta i 2007, hvor han med 4½ af 7 point bidrog kraftigt til den pæne danske placering.
Karsten Rasmussen spiller (i Danmark) for Århus Skakklub/Skolerne. Han er uddannet cand. merc. og arbejder som lektor på Erhvervsakademi Aarhus.